# Липпман, Эбби
Эбби Липпман (англ. Abby Lippman, 11 декабря 1939, Бруклин, Нью-Йорк — 26 декабря 2017, Монреаль, Квебек) — канадская феминистка и эпидемиолог, работавшая профессором на кафедре эпидемиологии, биостатистики и гигиены труда в Университете Макгилла. Она была известна своей борьбой за права человека и здоровье женщин, а также своими исследованиями, применяющими феминистскую точку зрения к биотехнологиям и фармацевтическим препаратам. Среди её наиболее заметных работ — критика заместительной гормональной терапии, фармацевтической промышленности, вакцины против ВПЧ и «генетизация» репродуктивных технологий. В 2001 году Липпман помогла Центру генетики и общества (CGS) продолжить работу по обеспечению социальной справедливости в области биотехнологий человека.

## Образование
Эбби Липпман изучала сравнительное литературоведение в Корнеллском университете в Нью-Йорке, где получила степень бакалавра.
В 1973 году она переехала в Монреаль, чтобы учиться в Университете Макгилла и получить докторскую степень по генетике человека. Она активно занималась политическими вопросами, касающимися женского здоровья, а также прикладными исследованиями в области генетических технологий.
Липпман провела свою первую профессиональную презентацию в 1975 году, когда она приняла участие в конференции March of Dimes-Birth Defects в Сан-Франциско, США.